# كينيث جاي لان
كينيث جاي لان (بالإنجليزية: Kenneth Jay Lane)‏ هو نجم اجتماعي أمريكي، ولد في 22 أبريل 1930 في نيويورك في الولايات المتحدة، وتوفي في 20 يوليو 2017.